# Lavillatte
Lavillatte település Franciaországban, Ardèche megyében. Lakosainak száma 43 fő (2022. január 1.). Lavillatte Astet, Coucouron, Issanlas, Lanarce, Lespéron, Le Plagnal, Saint-Alban-en-Montagne és Saint-Paul-de-Tartas községekkel határos.

## Népesség
A település népességének változása:
| Lakosok száma | 134  | 101  | 98   | 79   | 82   | 80   | 57   | 44   | 43   | 43   |
|               | 1968 | 1982 | 1990 | 2006 | 2013 | 2015 | 2017 | 2019 | 2020 | 2022 |